# Грушевка (Ляховичский район)
Грушевка (бел. Грушаўка) — деревня в Ляховичском районе Брестской области Белоруссии, входит в состав Начевского сельсовета. Население — 35 человек (2019).

## География
Грушевка находится в 5 километрах к юго-востоку от города Ляховичи. Местность принадлежит к бассейну Немана, в деревне берёт начало канализированный ручей, впадающий в реку Ведьма. Через деревню проходит местная автодорога Ляховичи — Нача, ещё одна местная дорога ведёт в деревню Пашковцы.

## История

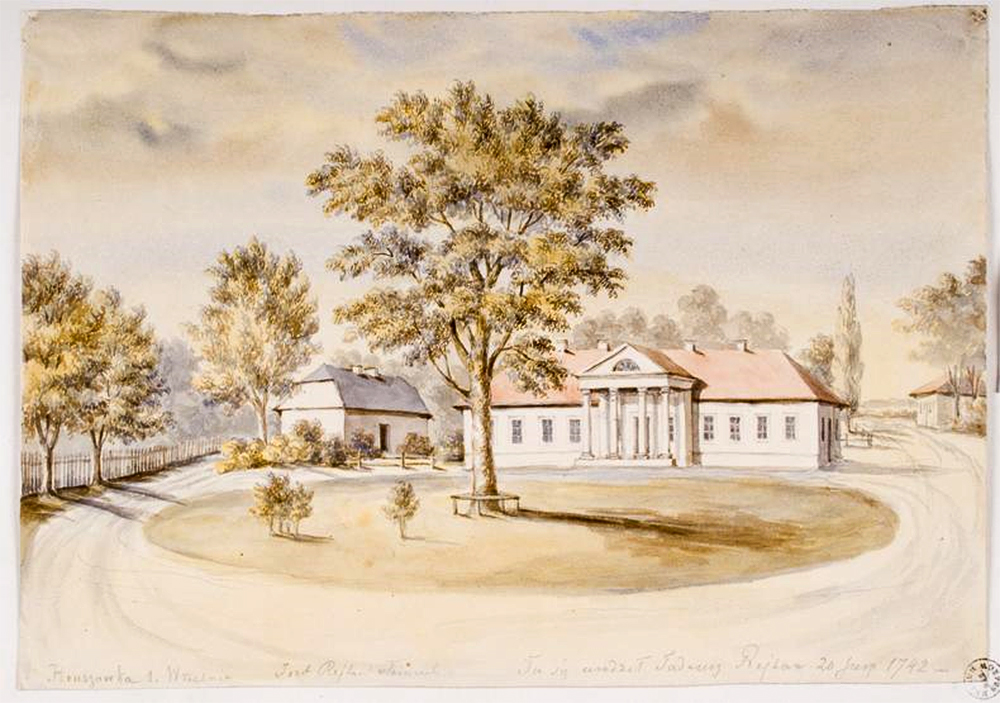
Дворец на картине Н. Орды (1864-1876)

Поселение впервые упомянуто в 1551 году, в этом году королева Барбара Радзивилл передала Грушевку Николаю Залесскому. В конце XVII Михал Рейтан купил имение у Радивиллов. Род Рейтанов имеет немецкое происхождение, его представители осели в Великом Княжестве Литовском в начале XVII века. Грушевка принадлежала Рейтанам почти два с половиной века вплоть до 1939 года.
Административно деревня входила в состав Новогрудского повета Новогрудского воеводства Великого княжества Литовского. В 1705 году её владельцем стал Доминик Рейтан, а позднее его сын Тадеуш Рейтан, который прославился своей попыткой сорвать сейм, который должен был утвердить первый раздел Речи Посполитой. Тадеуш Рейтан родился и умер в Грушевке, с 1778 года владельцами имения стали его братья Антон и Станислав.
После второго раздела Речи Посполитой (1793) в составе Российской империи, деревня входила в состав Слуцкого уезда Минской губернии.
Поскольку Антон и Станислав Рейтаны не оставили наследников, в 1845 году поместье перешло к их племяннику Доминику, а затем к сыну Доминика Степану. После смерти Степана владельцем стал его сын Юзеф, женившийся на Алине Гартинг. При Юзефе и Алине Грушевка была процветающим поместьем, здесь располагались винокуренный и кирпичный завод, несколько мельниц, сукновальня. Юзеф в конце XIX века выстроил на месте старого особняка деревянный усадебный дом, сохранившийся до нашего времени. В 1907 году на средства Юзефа и Алины был выстроен костёл св. Юзефа в Ляховичах. После смерти Юзефа в 1910 году Грушевка отошла сыну сестры Юзефа Генриху Грабовскому, а вдова Юзефа Алина жила на хуторе Куль, умерла по дороге в ссылку в Казахстан в 1940 году. Последним владельцем имения был сын Генриха Грабовского Александр.
Согласно Рижскому мирному договору (1921) деревня вошла в состав межвоенной Польши, с 1939 года — в БССР.

## Культура
- Краеведческий музей в усадьбе Рейтанов

## События и мероприятия
- Ежегодный районный праздник фольклорного искусства «З крыніц спрадвечных»

## Достопримечательности
- Усадебно-парковый комплекс Рейтанов —  Историко-культурная ценность Республики Беларусь, шифр 112Г000473
  - Деревянный усадебный дом
  - Часовня-усыпальница Рейтанов. Построена после 1910 года в неоготическом стиле Генрихом Грабовским на месте, где скоропостижно скончался Юзеф Рейтан. Вокруг часовни — каменная ограда с воротами (брамой)
  - Мемориальный камень в память Тадеуша Рейтана
  - Флигель. Самое старое здание усадьбы, построен в конце XVII — начале XVIII века. В нём провёл последние 7 лет жизни Тадеуш Рейтан[3]
  - Конюшня
  - Хозпостройки
  - Фрагменты парка

## Галерея

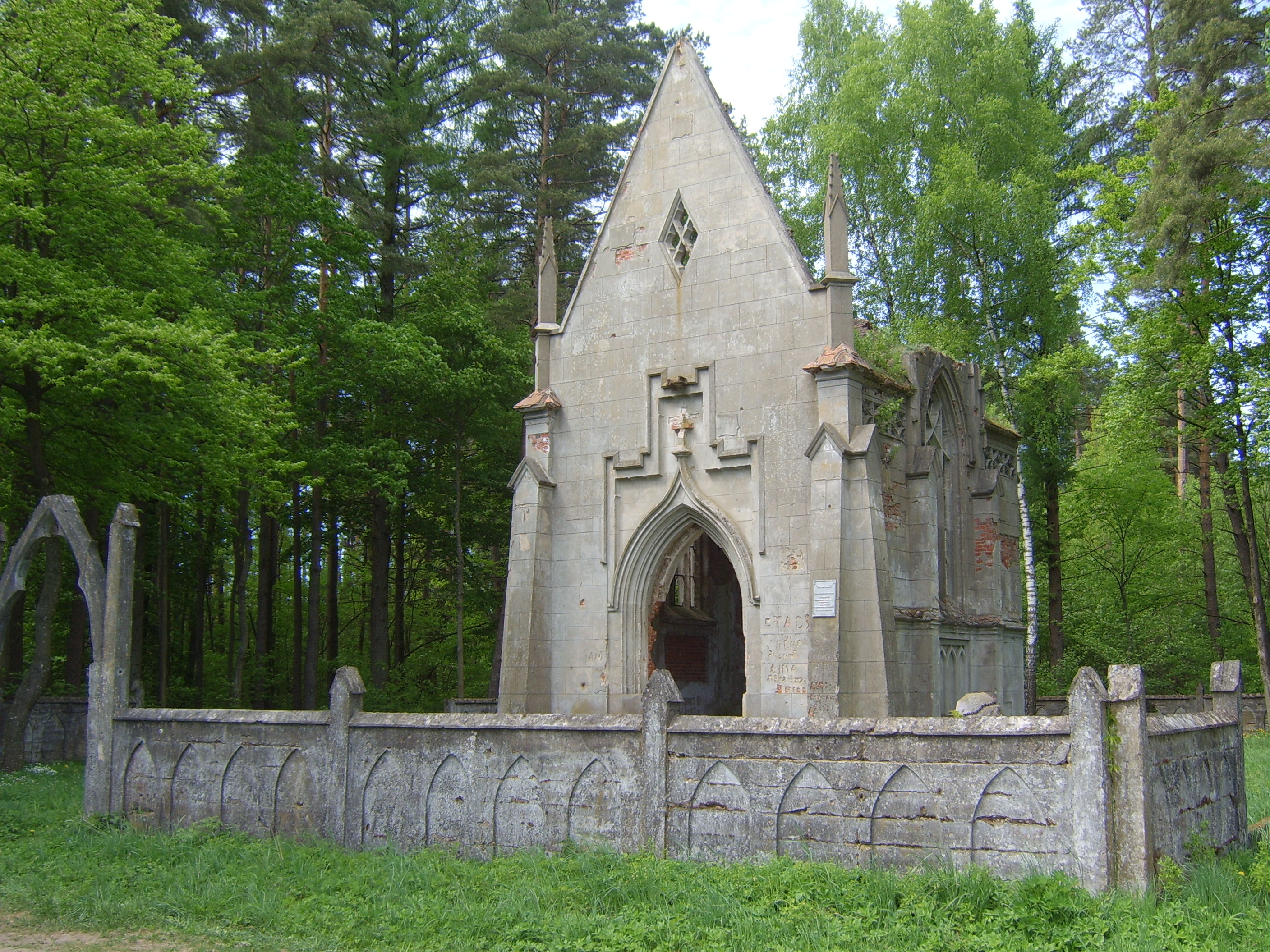
Часовня-усыпальница
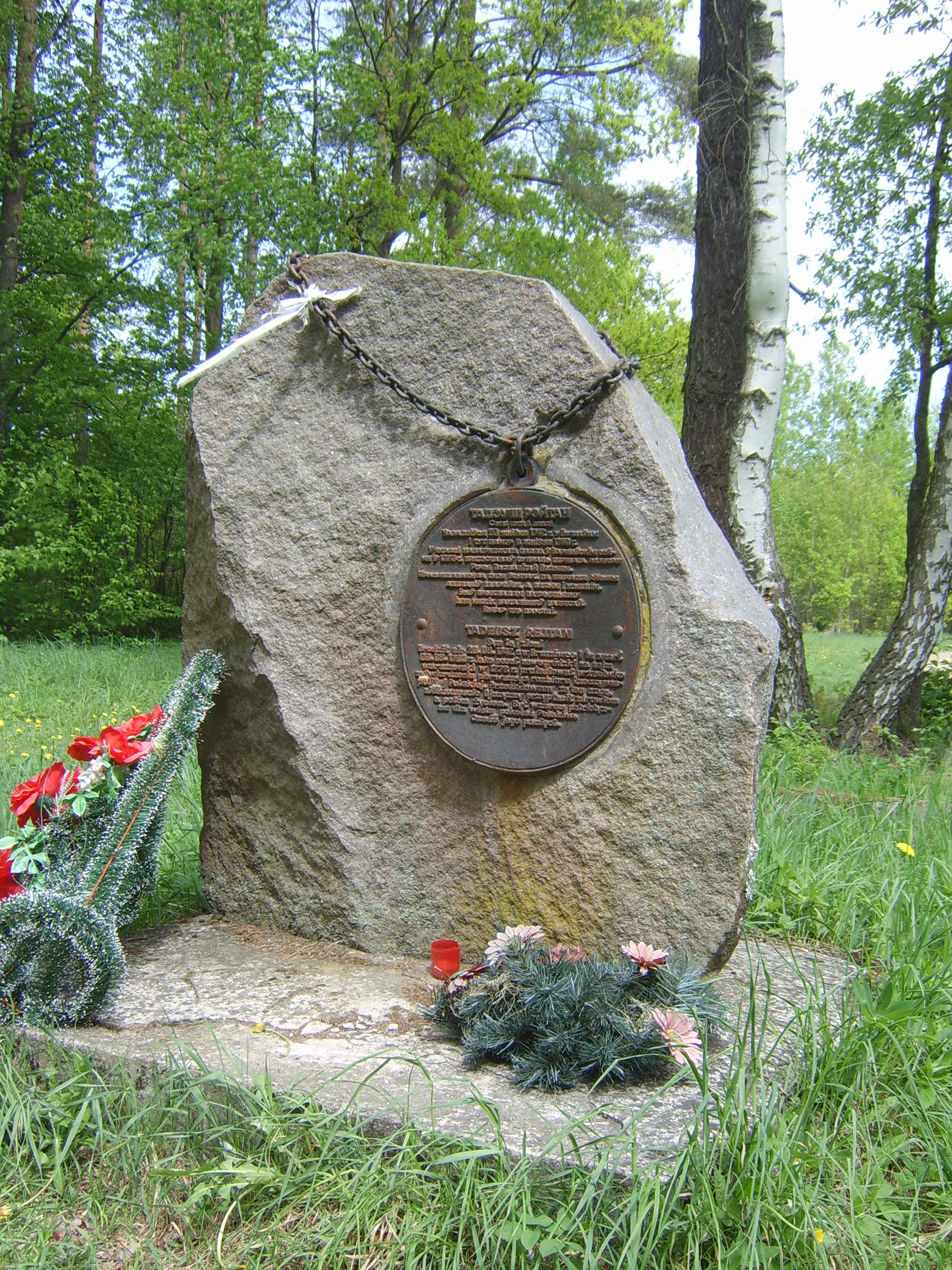
Мемориальный камень в память Тадеуша Рейтана
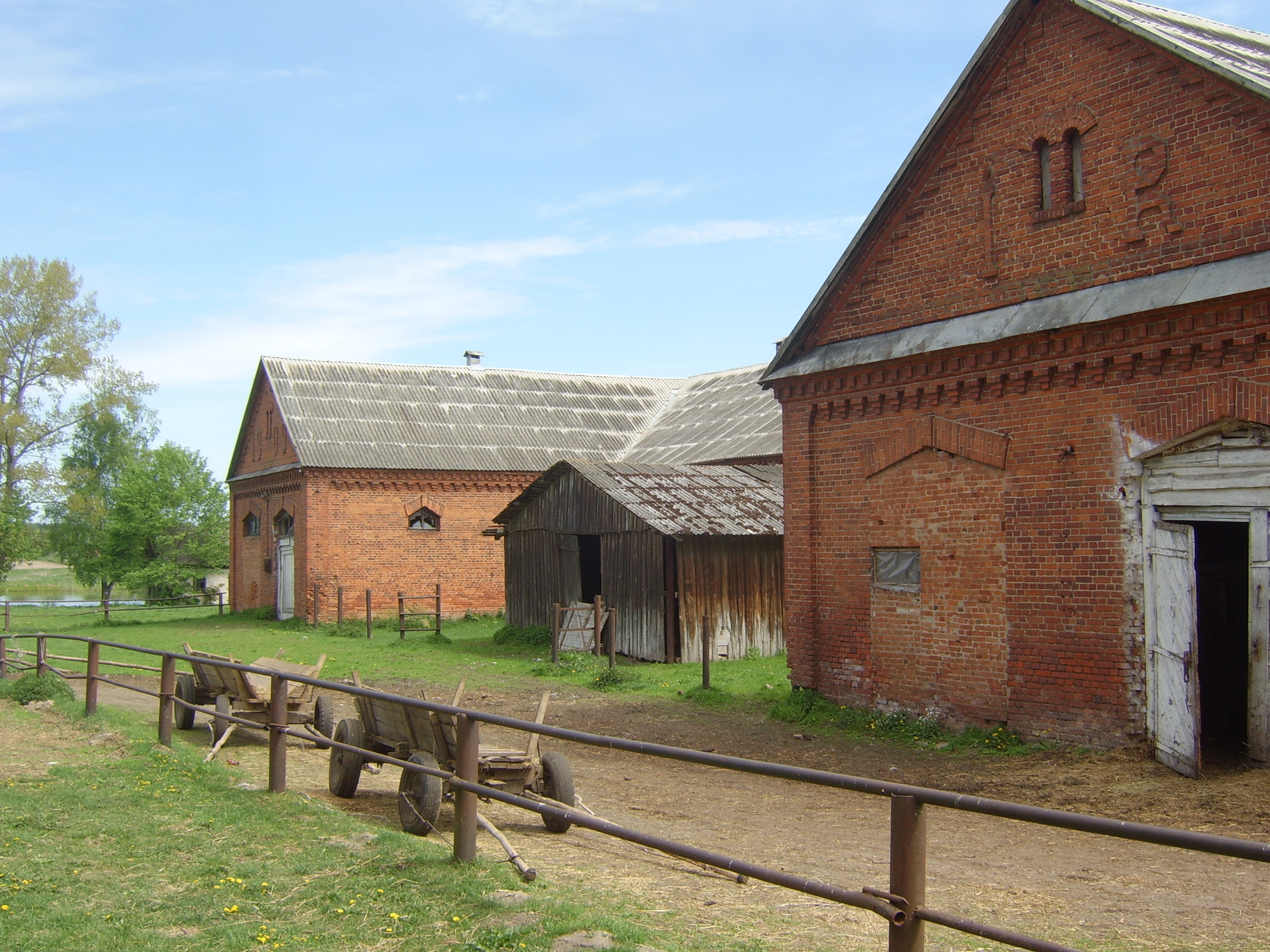
Конюшня
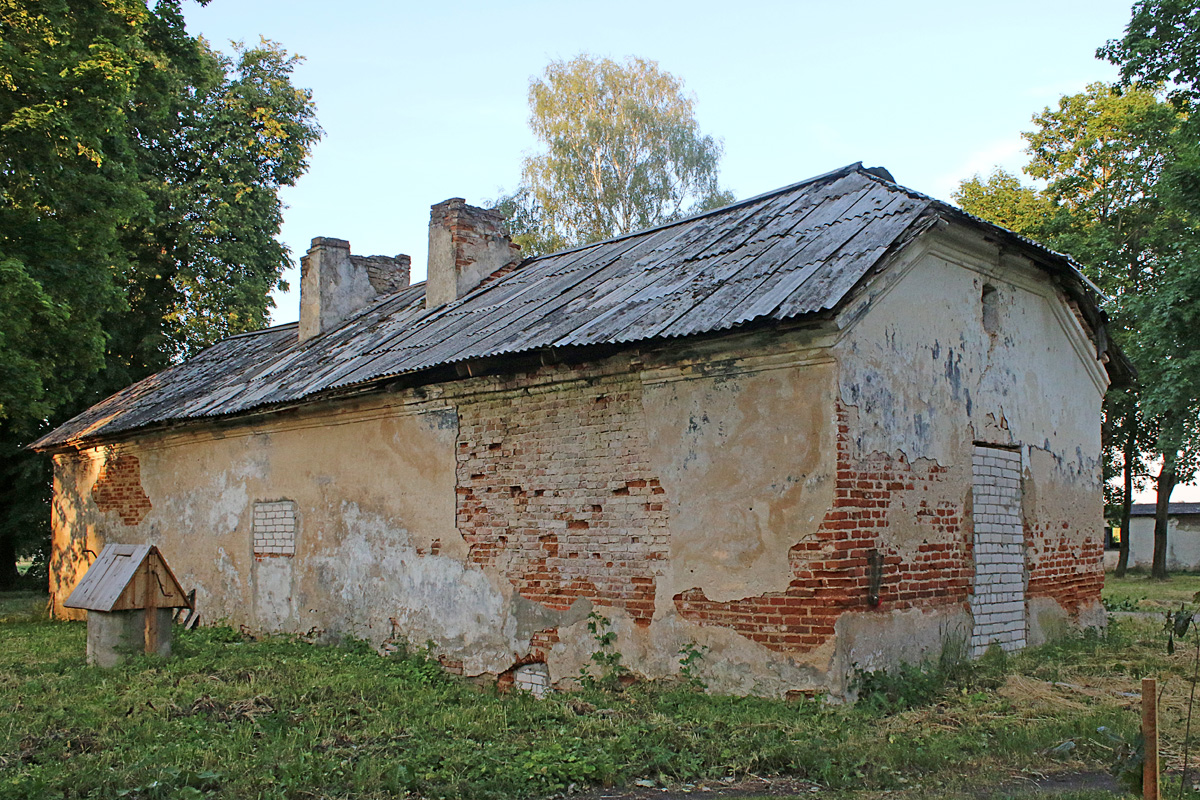
Флигель
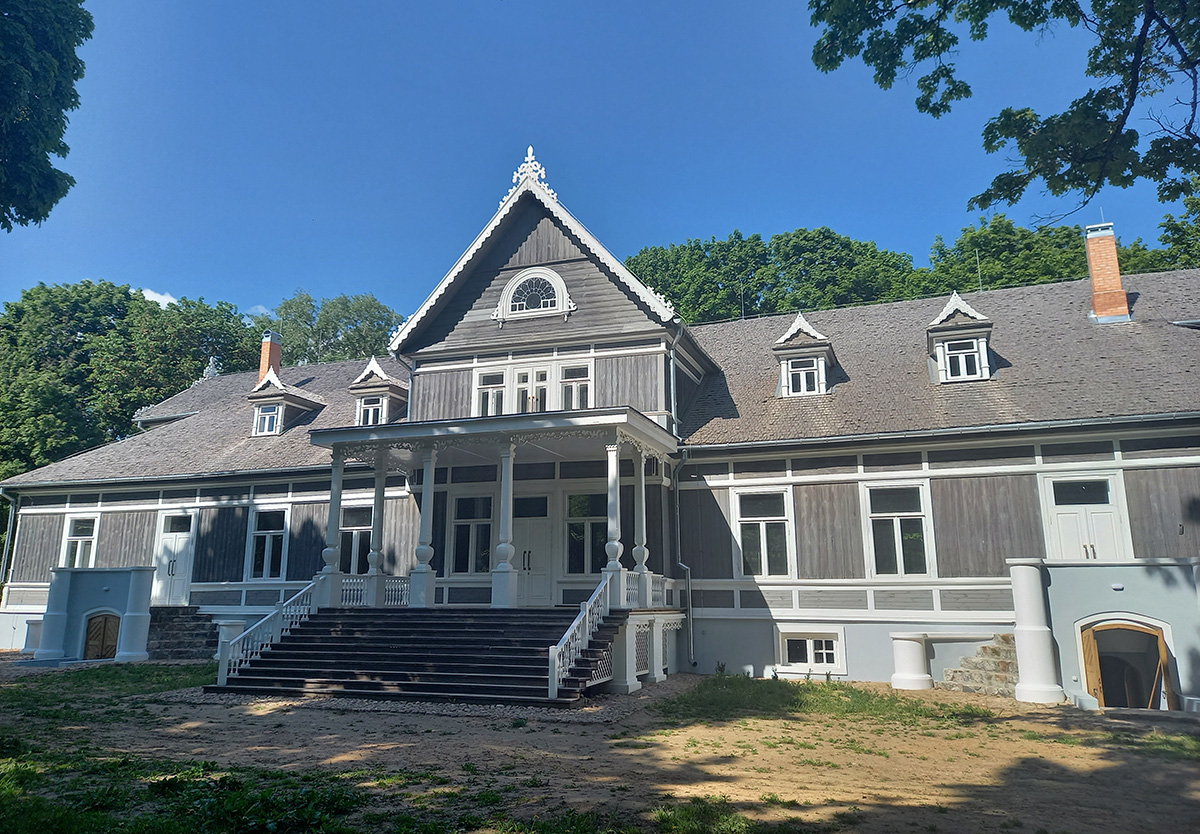
Усадьба Рейтанов